# Parafia św. Jana Chrzciciela w Wołkołacie
Parafia św. Jana Chrzciciela w Wołkołacie (biał. Парафія Св. Яна Хрысціцеля y Валкалаце) – parafia rzymskokatolicka w Wołkołacie. Należy do dekanatu dokszyckiego diecezji witebskiej.
Pomimo tragicznych doświadczeń podczas II wojny światowej, kiedy z rąk Niemców i Rosjan zginęło dwóch proboszczów parafii, kościół w Wołkołacie był nieprzerwanie otwarty w okresie okupacji niemieckiej i władzy sowieckiej.

## Historia
Pierwszy kościół w Wołkołacie został ufundowany w 1520. Kościół prawdopodobnie uległ zniszczeniu podczas reformacji, ponieważ w 1624 r. podkomorzy oszmiański Jan Dołmat-Isajkowski dokonał kolejnej fundacji kościoła i plebanii. W 1748 r. wybudowano nową, murowaną dzwonnicę.
W 1713 r. oprócz proboszcza ks. Józefa K. Kleczkowskiego funkcję pomocniczą administratora plebanii pełnił ks. Michał Paweł Górski. W 1724 r. w parafii wprowadzono Bractwo Opatrzności Bożej, którego podstawą założenia był przywilej papieża Innocentego XIII. W 1744 r. parafia leżała w dekanacie połockim diecezji wileńskiej. W latach 1761–1794 proboszczem był ks. Michał Antoni Halicki. Parafia miała wówczas kaplicę w Januszowie u Oskierków, trzy cmentarze z których tylko kościelny był ogrodzony, w parafialnej szkole uczył Stefan Krajewski (w 1777 r. zapisanych było 4 mieszczańskich dzieci).
Po rozbiorach Polski parafia stała się w nowej diecezji mińskiej beneficjum dla kanoników i pracowników katedry. Tzw. „intraty proboszczowskie” przeznaczono na utrzymanie wikarych katedralnych. W 1849 r. wraz z całym dekanatem wilejskim parafia Wołkołata została włączona do diecezji wileńskiej, tym razem w dekanacie nadwilejskim. Do parafii należały oprócz miasteczka Wołkołata 72 wioski. W 1850 r. parafia posiadała kaplicę w Żośnie Starym, w 1863 r. także w Teresdworze i na cmentarzu.
W 1877 r. postawiono nowe ogrodzenie wokół kościoła, a w 1896 r. pokryto je dachówką. W latach 1884–1893 staraniem proboszcza ks. dziekana Nikodema Cycena wybudowano nową świątynię, a dokładnie obudowano starą drewnianą, ceglano-kamiennymi ścianami. W ten sposób pod pozorem remontu, udało się obejść carski zakaz budowy nowych świątyń, wprowadzony jako represja po powstaniu styczniowym. W 1884 r. wybudowano również plebanię. Ksiądz Cycen był inicjatorem założenia na nowo „domu ubogich”, jaki utrzymywał się z ofiar zbieranych na cmentarzu w dzień Wszystkich Świętych i Dzień Zaduszny. W 1893 r. konsekrowano nowy kościół.

### Ks. Romuald Dronicz
Od 1938 r. proboszczem parafii był ks. Romuald Dronicz. 14 października 1938 r. wydano pozwolenie na budowę kaplicy w Zawliczu. Po wybuchu II wojny światowej, podczas okupacji rosyjskiej, proboszcz sprzedawał swoje prywatne mienie, by zapłacić nakładane przez okupanta podatki i nie dopuścić do zamienienia kościoła w magazyn. Po niemieckim ataku na ZSRR pomagał m.in. jeńcom rosyjskim (opanował epidemię, która wybuchła w obozie jenieckim w Wołkołacie) oraz Żydom. W czerwcu 1942 r. został aresztowany przez Niemców w czasie Polenaktion – masowych aresztowań polskiej inteligencji. Był więziony w Berezweczu. 4 lipca 1942 r. został zamordowany w lesie Borek wraz z 4 innymi kapłanami.

### Ks. Eugeniusz Łatecki
Po aresztowaniu ks. Romualda Dronicza administratorem parafii był ks. Eugeniusz Łatecki, proboszcz parafii w Drozdowszczyźnie.
20 czerwca 1943 roku ks. dziekan Jan Romejko z Łuczaju powiadomił ks. Łateckiego o grasującej na terenie jego parafii „uzbrojonej bandzie” i nie radził mu jechać do Drozdowszczyzny. Ten jednak pojechał. Wieś została zaatakowana przez oddział sowieckich partyzantów. W trakcie grabieży Rosjanie zamordowali co najmniej 5 osób. Po mszy św. niedzielnej wyprowadzony z kościoła, przestrzelono mu obie ręce, którymi trzymał uzdę konia, wybito kolbą karabinu oko, po czym zamordowano strzałami z karabinu maszynowego. Kapłan został pochowany na cmentarzu w Duniłowiczach.

### Okres powojenny
W latach 1961–1984 proboszczem był ks. Kazimierz Tomkowicz, były kapelan AK i więzień łagrów sowieckich w latach 1949–1953.
Po śmierci ks. Tomkowicza, przez kolejne cztery lata, posługę duszpasterską w parafii wykonywali sąsiedni proboszczowie. Opiekę nad parafią sprawował w tym czasie ks. Franciszek Grynkiewicz, później w latach 1985–1986 r. dojeżdżał ks. Edmund Dowgiłowicz-Nowicki, a od 1987 r. pojawiał się jako wikariusz o. Piotr Jasiewicz, który po roku pracy dojazdowej otrzymał pozwolenie na zamieszkanie tu na stałe. Z inicjatywy o. Jasiewicza wyremontowano świątynię, uporządkowano teren przykościelny oraz zadbano o rozwój kaplic w Sierhach i Janczukach. Kaplica Matki Bożej Ostrobramskiej w Janczukach została w 1994 r. przerobiona z domu mieszkalnego. Z obszaru parafii wydzielono nową parafię św. Piotra i Pawła w Sierhach. 13 czerwca 2019 r. uroczyście poświęcono kaplicę św. Antoniego Padewskiego w Horodyszczach przerobioną z dawnego kołchozowego kantoru.

## Demografia[3]
Liczba katolików, wiernych parafii, w poszczególnych latach.

## Proboszczowie parafii[3]
| imię i nazwisko             | daty urzędowania |
| --------------------------- | ---------------- |
| Ks. Stanisław Święcicki     | 1638–1641        |
| Ks. Marcin Borzęcki         | 1651–1674        |
| Ks. Władysław Dzięgielewski | 1682–1695        |
| Ks. Kazimierz Kurpowski     | 1695–1698        |
| Ks. Józef Kleczkowski       | 1710–1737        |
| Ks. Bonifacy Klaczkowski    | 1749–1750        |
| Ks. Michał Antoni Halicki   | 1761–1794        |
| Ks. Jarostyw                | 1791             |
| Ks. Zygmunt Łastowski       | 1798             |
| Ks. Bazyli Salmonowicz      | 1798–1802        |
| Ks. Zienkowicz              | –1816            |
| Ks. Bazyli Ginko            | 1816–1839        |
| Ks. Marcin Augustynowicz    | 1841–1868        |
| Ks. Abdon Andrzejkowicz     | 1868–1870        |
| Ks. Nikodem Cycen           | 1871–1901        |
| Ks. Bolesław Sokołowski     | 1901–1911        |
| Ks. Wincenty Gabiszewski    | 1911–1917        |
| Ks. Adolf Ołdziejowski      | 1917–1924        |
| Ks. Mieczysław Sawicki      | 1924–1927        |
| Ks. Aleksander Hanusewicz   | 1927–1936        |
| Ks. Jan Jaśkiewicz          | 1936–1938        |
| Ks. Romuald Dronicz         | 1938–1942        |
| Ks. Eugeniusz Łatecki       | 1942–1943        |
| Ks. Stanisław Górski        | 1943–1961        |
| Ks. Kazimierz Tomkowicz     | 1961–1984        |
| vacat                       | 1984–1988        |
| O. Piotr Jasiewicz OFMCap   | 1988–2016        |
| Ks. Oleg Piwowar            | 2016–            |